# Crepidomanes bonapartei
Crepidomanes bonapartei là một loài dương xỉ trong họ Hymenophyllaceae. Loài này được C. Chr. J.P. Roux mô tả khoa học đầu tiên năm 2009.